# 1471년

## 연호
- 명(明) 성화(成化) 7년
- 일본(日本) 분메이(文明) 3년
- 후 레 왕조(後黎朝) 홍득(洪德) 2년

## 기년
- 류큐(琉球) 쇼엔왕(尚円王) 2년
- 명(明) 헌종 성화제(憲宗 成化帝) 7년
- 조선(朝鮮) 성종(成宗) 2년
- 후 레 왕조(後黎朝) 성종(聖宗) 12년

## 사건
- 3월 - 에드워드 4세가 왕좌를 되찾기위해 잉글랜드로 귀환함.
- 4월 14일 - 바넷 전투에서 에드워드 4세와 요크군이 워릭 백작을 전사시키며 랭커스터군을 궤멸시킴.
- 5월 4일 - 튜크스베리 전투에서 에드워드 4세와 요크군이 랭커스터군을 전멸시킴.
- 7월 14일 - 셸론강 전투에서 모스크바의 군대가 노브고로드 공화국을 패배시킴.
- 8월 9일 - 바오로 2세에 뒤를 이어 식스토 4세가 교황이 됨.
- 8월 24일 - 포르투칼의 왕 아폰수 2세가 아르질라를 정복함.
- 스위스 바젤에서 수탉이 알을 낳았다는 이유로 '자연의 법칙을 어긴 죄'로 판정되어 수탉이 알 2개와 함께 화형당함.

## 탄생
- 5월 21일 - 독일의 예술가, 작가, 수학자 알브레히트 뒤러

## 사망
- 1월 18일 - 일본의 102대 천황 고하나조노 천황
- 3월 14일 - 영국의 작가 토머스 맬러리
- 5월 21일 - 영국의 왕 헨리 6세
- 7월 25일 - 독일의 신비사상가 토마스 아 켐피스
- 7월 26일 - 교황 바오로 2세
- 잉카 제국의 국왕 피차쿠티